# 善巴 (土默特)
善巴（？—1657年），清朝蒙古王公，土默特左翼旗人，朵颜卫領主革兰台曾孙，猛古歹之孙，诺穆图伟徵的儿子，乌梁罕氏。
后金天聪三年（1629年），率众归顺后金皇太极。十月，担任土默特塔布囊，从后金军攻打明朝，在马兰峪击败明兵，击破大同援军。然后跟随贝勒岳托击败袁崇焕军。天聪九年（1635年），授札萨克，与同塔布囊赓格尔领其众。崇德元年（1636年），封达尔汉镇国公。崇德二年（1637年），赓格尔因罪削札萨克，善巴受命专管旗务。崇德三年（1638年），向朝廷献马。崇德四年（1639年），因藏匿喀尔喀逃人，罚马九匹。